# 科爾基里
科爾基里是玻利維亞的城鎮，由拉巴斯省負責管轄，位於該國西部，距離首府拉巴斯226公里，海拔高度4,316米，每年平均降雨量約500毫米，2012年人口3,998。

## 外部連結
- Detailed map of Inquisivi Province
- Map of Municipality